# Мультимоника

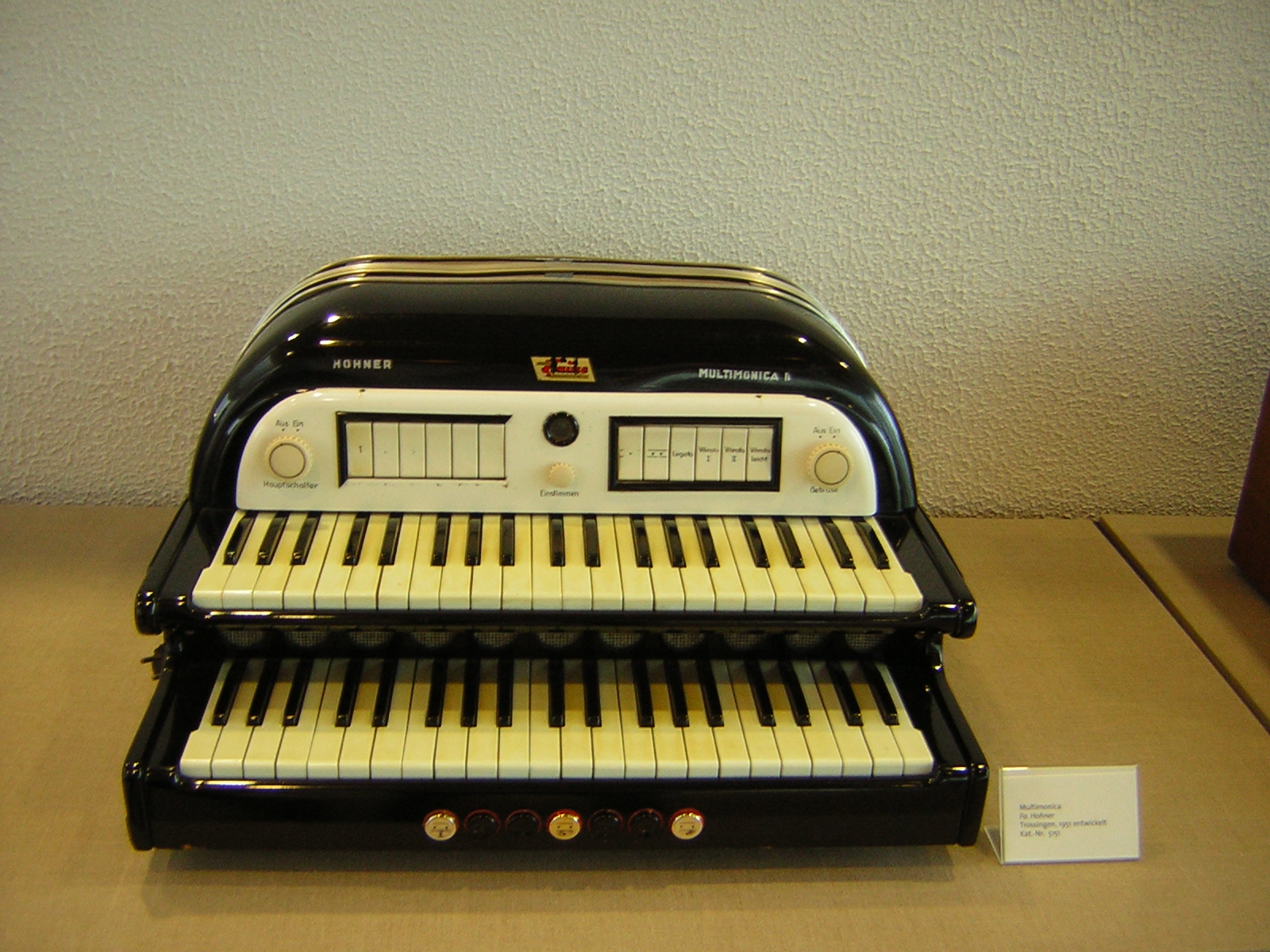
Мультимоника (произведена в 1951 году)

Мультимоника (Multimonica) — музыкальный инструмент, представляющий собой комбинацию фисгармонии, нагнетаемой вентилятором, и монофонического аналогового синтезатора пилообразных волн. 
Создан немецкой компанией Hohner GmbH в 1940 году и выпускался ею в 1940-х и 1950-х годах. Электронную схему мультимоники разработал немецкий инженер Харальд Боде. Мультимоника стала предшественником клавиолина.
Было выпущено как минимум две серии мультимоники с отличающимися панелями управления и схемами. Ранние модели сейчас трудно найти, так как их производство было остановлено с началом Второй мировой войны, и много экземпляров, по всей видимости, были утеряны во время войны. 
Мультимоника II была выпущена в конце 40-х годов. 
В Интернете можно найти фото третьей модели, она выглядит как упрощенная первая серия (без микрофонного входа).
На передней панели мультимоники I слева направо расположены: 
ручка усиления для микрофонного входа; выключатель питания и ручка общей громкости; 
селектор синтезатора / усилителя; 
выключатель питания нагнетательного вентилятора; 
ручка настройки; 
четыре селекторных переключателя фильтров гармоник звука синтезатора; 
четыре селектора для разных громкоговорителей; 
переключатель вибрато.
Мультимоника II не имела микрофонного входа и имела только один громкоговоритель, но обеспечивала больше типов фильтрации гармоник, а конструкция электромеханического вибрато была усложнена и сделана на основе ламп. 
На передней панели мультимоники II слева направо расположены: 
переключатель питания и ручка общей громкости; 
шесть переключателей для различных предустановленных звуков; 
ручка настройки; два переключателя фильтров гармоник; 
три переключателя скорости и амплитуды вибрато; 
выключатель питания нагнетательного вентилятора.
Схема построена на лампах Philips 13204 X, Philips EL41, Telefunken EF41 для мультимоники I и на лампах EL41, ECC 40, EF40 для второй серии.